# Trichopetalum glomeratum
Trichopetalum glomeratum är en mångfotingart som beskrevs av Harger 1872. Trichopetalum glomeratum ingår i släktet Trichopetalum och familjen Trichopetalidae. Inga underarter finns listade i Catalogue of Life.